# Білоруський державний технологічний університет

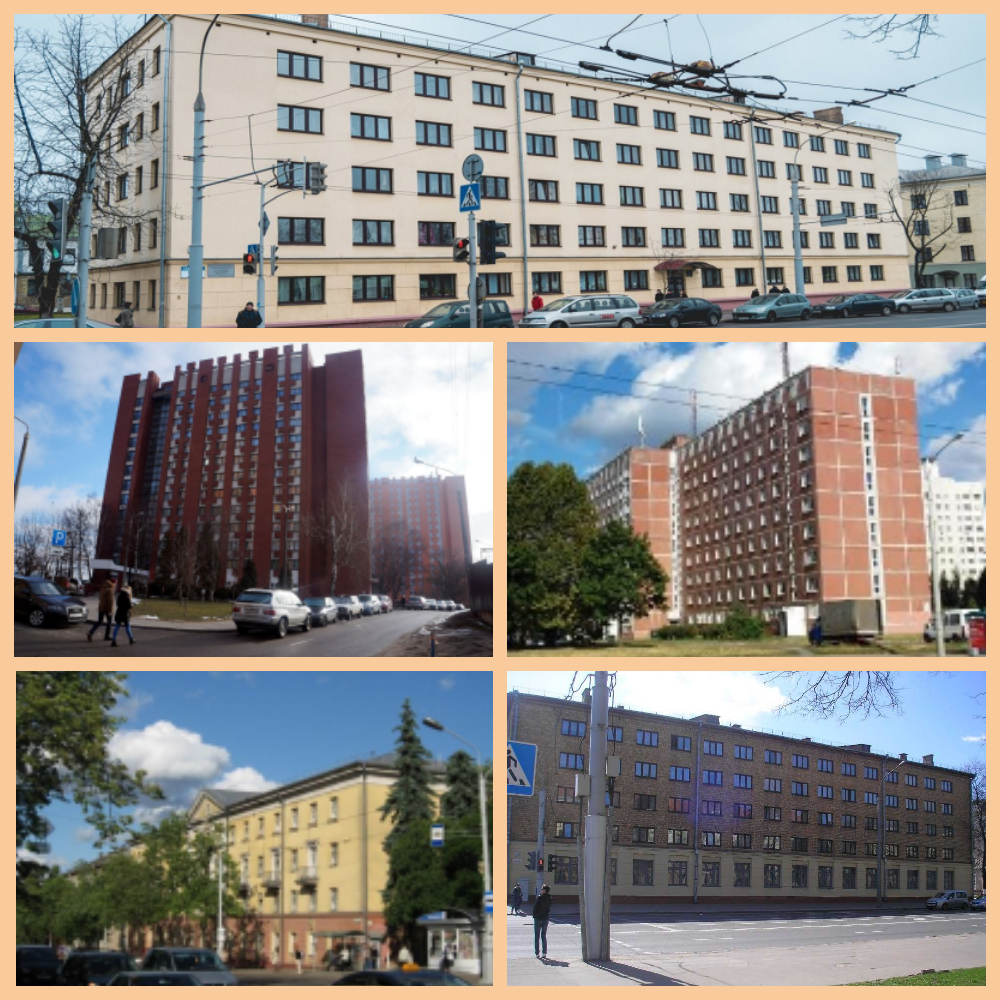
Студентське містечко БДТУ

Білоруський державний технологічний університет (біл. Беларускі дзяржаўны тэхналагічны ўніверсітэт) — вищий навчальний заклад з підготовки технологів.

## Історія
Заснований в 1930 році в Гомелі як лісотехнічний інститут на базі факультету лісового господарства Білоруської сільськогосподарської академії. З 1945 року в Мінську, з 1961 року називався Білоруський технологічний інститут, з 1993 року університет. У 1995/96 роках навчання проводилося на факультетах: лісогосподарський (з 1993 року викладання велося білоруською мовою), технології і техніки лісової промисловості, технології органічних речовин, хімічної технології і техніки, заочний, підвищення кваліфікації, по роботі з іноземними студентами; підготовче відділення. Навчання денне та заочне. Аспірантура з 1949 року, докторантура з 1988 року. Працював університет білоруської мови, історії та культури (з 1991 року). Видається газета «Технолог».

## Люди

### Ректори
- Войтов Ігор Віталійович (з 2016)

### Науковці
- Федоров Микола Ілліч (1925—2009) — вчений у галузі лісової фітопатології, засновник білоруської наукової школи лісової фітопатології.

### Випускники
- Витязь Петро Олександрович — науковець у галузі розробки нових матеріалів, технологій та машинобудування, академік Національної академії наук Білорусі.